# Aurinia rupestris
Aurinia rupestris là một loài thực vật có hoa trong họ Cải. Loài này được (Sweet) Cullen & T.R.Dudley mô tả khoa học đầu tiên năm 1964.